# Antônio Cardona
Gringo, właśc. Antônio Cardona (ur. 17 kwietnia 1908 w Rio de Janeiro, zm. ?) – piłkarz brazylijski grający na pozycji pomocnika.

## Kariera klubowa
Gringo występował w CR Vasco da Gama i Madureirze Rio de Janeiro. Z Vasco da Gama zdobył mistrzostwo stanu Rio de Janeiro – Campeonato Carioca w 1934.

## Kariera reprezentacyjna
W oficjalnej reprezentacji Brazylii Gringo zadebiutował 24 lutego 1935 w wygranym 2-1 meczu z klubem River Plate. Był to jego jedyny występ w reprezentacji.